# Kupferhof Bernardshammer

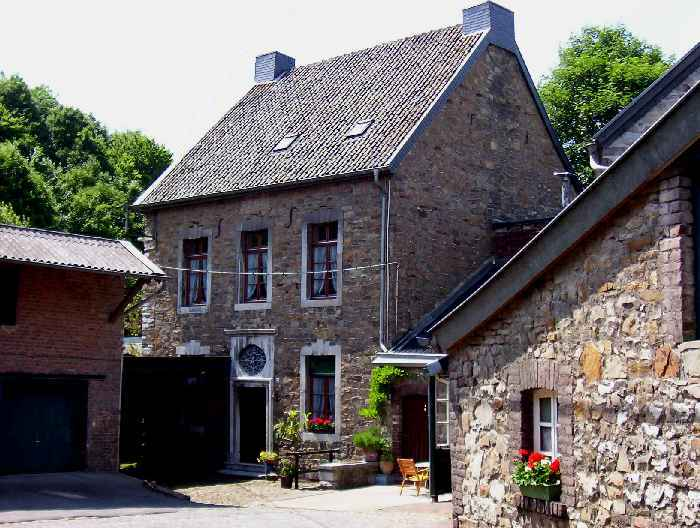
Klein-Bernardshammer

Der Kupferhof Bernardshammer ist ein noch bestehender Kupferhof der Stadt Stolberg. An der Geschichte dieses Gebäudes erkennt man besonders gut die Entwicklung der Industrie Stolbergs.

## 16. Jahrhundert
Die Errichtung eines ersten Gebäudes resultierte aus einem Streit zwischen Leonhard Schleicher, Bernard Mondenschein und Johann Meuthen um das Hammerwerk Dollartshammer. Dieser Konflikt eskalierte so sehr, dass die Lehnsherrn Hieronymus von Efferen und der Herzog von Jülich in den Streit eingriffen. Leonhard Schleicher wurde gestattet, ein weiteres Kupferwerk in Stolberg zu errichten. Außerdem erlaubte man Bernard Mondenschein in einem Dokument vom 12. Juni 1564, einen eigenen Hammer oberhalb des Dollartshammers zu errichten. Die erforderlichen Gelder musste er selbst aufbringen. Bernard Mondenschein erkannte die Standortvorteile für ein solches Hammerwerk, das er Bernardshammer nannte. Die Lage des Hammers an der von ihm gewünschten Stelle war gut geeignet, weil dort der Bach Vicht ein starkes Gefälle besaß und die anfallenden Wassermengen so groß waren, dass ein kontinuierlicher Betrieb von Wasserrädern möglich war.
Aufgrund vertragswidrig eingestellter Kohlenlieferungen musste der Hammer allerdings 1575 aufgegeben werden und verfiel.
Es dauerte bis 1590, als die Brüder Johann und Laurenz Mondenschein nach Abschluss eines neuen Pachtvertrages den von ihrem Vater errichteten Hammer erneut aufbauten. Bereits 1602 hatte es Verhandlungen mit dem Stolberger Burgherrn gegeben, das Hammerwerk in eine Kupfermühle umzurüsten.
Das Gebäude umfasste nicht nur das Mühlengebäude, sondern auch Wohngebäude für den Kupfermeister und seine Familie. Daneben umfasste der Hof Gesindewohnungen, Stallungen, Scheunen und Lagerräume. Zusätzlich wies der Kupferhof im oberen Bereich einen Stauweiher auf, der speziell im Sommer als Wasserreservoir diente, um in Trockenphasen einen Mühlenbetrieb zu garantieren. Der Weiher existiert heute noch.

## 17. Jahrhundert
Am 30. Oktober 1617 erwarb die Kupfermeisterfamilie Schleicher den Bernardshammer. Leonhard II., der selbst im Kupferhof Schardt wohnte, hatte drei Söhne und eine Tochter. Der älteste Sohn Leonhard III. (* 1590, † 28. September 1660) sollte den Bernardshammer erhalten. Er war mit Gertrud Beck (* 1606, † 28. Juli 1669) verheiratet. Die Hochzeit fiel in die ersten Jahre des Dreißigjährigen Krieges. Das Paar lebte während des kompletten Krieges auf dem exponierten Hof, was sicherlich nicht ungefährlich war, denn speziell lothringische Truppen verwüsteten mehrfach das Vicht-Tal.
Der Erstgeborene Leonhard Schleichers III. war Leonhard Schleicher IV. (* 1624, † 8. August 1680). Er übernahm den Kupferhof und heiratete Sibilla Peltzer. Aus dieser Ehe gingen sechs Söhne und drei Töchter hervor. Leonhard IV. wirtschaftete so erfolgreich, dass er am 26. Januar 1679 als Kreditgeber für den Ort Gressenich auftrat, der Finanzhilfe aufgrund einquartierter französischer Truppen benötigte.

## 18. Jahrhundert
Zwischen 1680 und 1723 übernahm sein Sohn Matthias die Messingherstellung auf dem Bernardshammer, während der jüngste Sohn Gilliam (* 1673, † 1731) den Kupferhof Unterster Hof übernahm. Matthias heiratete in erster Ehe Gertrud Lynen (* 1666, † 1694), nach ihrem Tod in zweiter Ehe Gertrud Schauff (* 10. November 1658, † 5. September 1729). Er übernahm mit siebzehn Jahren nach dem Tod seines Vaters und Bruders die Führung des Bernardshammers. Sein Sohn Leonhard (* 15. Januar 1693, † 22. März 1753) aus erster und Isaac (* 22. Oktober 1697, † 5. Februar 1753) aus zweiter Ehe, betrieben die Messingfertigung auf dem Bernardshammer. Zwischen beiden Brüdern kam es häufig zu Streitigkeiten und sie führten aufwendige und kostspielige Prozesse gegeneinander. Als beide innerhalb eines Jahres starben, lasteten auf dem Kupferhof hohe Schulden.
Isaacs Sohn Matthias gelang es, die Messingfertigung auf dem Bernardshammer weiterzuführen. Zusätzlich errichtete er hier eine Wachstuchfabrik.

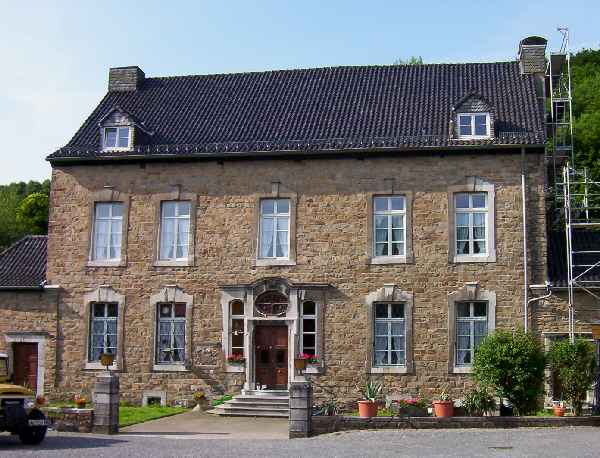
Groß-Bernardshammer

Leonhard Schleicher hatte Gertrud Huppertz geheiratet und sich etwa um 1723 entschlossen, in Nachbarschaft des Bernardshammers, der zukünftig Klein-Bernardshammer genannt wurde, ein großes Wohnhaus, den Groß-Bernardshammer, zu errichten. Das zweigeschossige Haus fiel durch seinen Eingangsbereich mit dem über dem Eingang befindlichen Familienwappen und dem aufwendigen Treppenhaus auf. Das Gebäude ist bis heute erhalten.
Leonhard und Gertrud hatten die Söhne Matthias (* 17. September 1725, † 18. März 1778), Nikolaus und Leonhard sowie fünf Töchter. Nachdem Leonhards letzter Enkel Moritz Schleicher gestorben war, wechselte 1839 der Besitz des Bernardshammers. Er wurde von Laurenz Richard Lynen übernommen, der die Schwester Moritz Schleichers Katharina Gertrud geheiratet hatte.
Aus Isaac Schleichers Ehe mit Johanna Katharina Hoesch stammten ein Sohn und zwei Töchter.
Matthias Schleicher (* 14. April 1726, † 15. April 1803) und seine Frau Johanna Lynen hatten fünf Söhne und zwei Töchter. Matthias scheint unter finanziellen Problemen gelitten zu haben, denn es existieren Unterlagen über Kredite und Rückzahlungsbedingungen. Verantwortlich für die sich offenbar für die Kupfermeister verschlechternde Situation könnten die Auswirkungen der französischen Revolution gewesen sein.

## 19. und 20. Jahrhundert
In einer Unterlage aus dem Jahre 1816 werden die Anlagen des Klein-Bernardshammer mit zwei Schornsteinen, sechs Öfen und einem Drahtgewerk aufgeführt. Groß-Bernardshammer verfügte hingegen über zwei Schornsteine, sieben Öfen, zwei Hammerwerke zur Fertigung von Platten, einer Galmeimühle sowie einem Pochwerk, dem so genannten Plutschhämmern. Hinzu kommt die Hämmerchen-Mühle, die ein Hammerwerk zur Fertigung von Platten sowie zwei Gewerbe für die Fingerhutfabrikation besitzt.
Sara Gertrud (* 1760, † 1830), Tochter Matthias Schleichers und Johanna Lynens, heiratete den Gießereibesitzer Heinrich Christian Reidt, dessen Familie bis heute auf dem Bernardshammer wohnhaft ist.
Der älteste Sohn Isaac (* 20. Mai 1751, † 9. Januar 1815) übernahm den Bernardshammer. Er heiratete Gertrud Agneta Lynen vom Bauschenberg. Aus dieser Ehe gingen fünf Kinder hervor.
Als Sohn blieb Johann Adam Schleicher auf dem Bernardshammer. Er besaß jedoch kein wirtschaftliches Talent, starb völlig mittellos und wurde im Ort Zweifall beigesetzt. Johann Adam heiratete zweimal. Seine erste Ehe mit Anna Sibilla Hoesch führte zwar zu neun Kindern, trotzdem konnte die Familie nicht im Mannesstamm fortgesetzt werden.
Aus seiner zweiten Ehe mit Anna Maria Roisbach aus Mausbach stammten zwei Söhne und vier Töchter.
Vermutlich verkaufte Adam Johann Schleicher den Bernardshammer nach dem Tod seiner zweiten Frau. Klein-Bernardshammer ging in den Besitz der Familie Reidt, Groß-Bernardshammer in den der Familie Nöhken über.
Der Groß-Bernardshammer wurde von Familie Nöhken vorwiegend landwirtschaftlich genutzt und 1852 von der Familie Schüller erworben. Diese verkaufte das Gebäude um die Wende des 19. Jahrhunderts an den Besitzer der Zinnwerke Bock, der es später an einen Niederländer veräußerte. Der Mühlenbetrieb war weiterhin im Besitz der Familie Reidt.
Klein-Bernardshammer befindet sich bis heute im Besitz der Familie Kutsch bzw. Krampe und wurde bis zum Jahre 2000 landwirtschaftlich genutzt. Die Nachbarschaft zur Bleihütte Binsfeldhammer machte in den 1950ern und 60ern die Landwirtschaft fast unmöglich; bis in die späten 1990ern lieferten die Inhaber Produkte in die umliegenden Orte.
1959 erwarb die Firma Slangen Groß-Bernardshammer, die das Herrenhaus wieder herrichten ließ, so dass es den Zustand zu Zeiten der Kupfermeister erkennen lässt.